# Vulcanbius pedrigalus
Vulcanbius pedrigalus är en mångfotingart som beskrevs av Chamberlin 1942. Vulcanbius pedrigalus ingår i släktet Vulcanbius och familjen stenkrypare. Inga underarter finns listade i Catalogue of Life.